# سیارک ۳۳۸۶
سیارک ۳۳۸۶ (به انگلیسی: 3386 Klementinum، نامگذاری:1980FA) سه هزار و سیصد و هشتاد و ششمین سیارک کشف شده‌است که در ۱۶ مارس ۱۹۸۰ کشف شد.
قدر مطلق سیارک برابر ۱۲٫۷۰ است.